# 古色迷宮輪舞曲 〜HISTOIRE DE DESTIN〜
『古色迷宮輪舞曲 〜HISTOIRE DE DESTIN〜』（ふるいろめいきゅうろんど）は、2012年7月27日に日本のアダルトゲームメーカーYatagarasuより発売されたWindows用18禁恋愛アドベンチャーゲームである。コンシューマ版である『古色迷宮輪舞曲 〜La Roue de fortune〜』が2013年9月26日に発売。

## 概要
Yatagarasu4作品目となる作品。キーワードをキャラクターに投げていくことで、運命を操作するシステム、難易度の高さから話題となった。また前述のシステムが評価され、萌えゲーアワード2012では金賞を受賞している。
発売後の2012年12月14日にはコンシューマ版の発売が発表。その後期間を置いて、2013年6月24日にイエティから2013年9月26日にPlayStation Vitaで発売することが発表される。追加要素としてはイベントCGの追加などとなっている。

## あらすじ
名波 行人は、「紅茶館・童話の森」でアルバイトすることになり、バイト初日ぬいぐるみとサキという少女の入った木箱が店に届いた。
彼女は行人に「運命の輪が狂っているため、行人の身近な人に不幸が訪れる上、行人自身も一週間後に死が待ち受けている。不幸から逃れたければ、運命の輪を元に戻せ」と告げた。

## 登場人物
※担当声優はPC版 / PS Vita版の順。

### 主人公
名波 行人（ななみ ゆきと）
声：古河徹人
私立さつきヶ丘学園2年生。
子供の頃母とは死別。家族はアメリカに単身赴任中の父親のみ。
仕送りが減らされたため、「紅茶館・童話の森」でアルバイトをすることになる。
幼少時から任侠映画に親しんできたため、映画の言動が出てしまうことがある。

### 登場キャラクター
サキ
声：藤森ゆき奈 / 高橋かな
木箱に入れられて送られてきた少女。
行人に1週間後の死と運命の輪を戻すように伝える。
高圧的な言い方をしがちだが、暑さでばてていることが多い。
相羽 和奏（あいば わかな）
声：上田朱音 / 眞田朱音
行人の昔なじみで、「紅茶館・童話の森」によく勉強に来ている。かなりの秀才で几帳面だが、あまりにも気難しい上思ったことをはっきりと口に出しすぎるため友人がおらず、後輩の一葉が唯一の友人。
姫野 美月（ひめの みつき）
声：鈴音華月 / 飯野ユウ
行人の通う学園の先輩。学園では不良として知られており、喫煙者でもある。
「紅茶館・童話の森」でアルバイトしている。
双子の妹の美星の事になると性格が変わる重度のシスコン。
桐原 一葉（きりはら ひとは）
声：秋野花 / あさみほとり
行人の通う学園の後輩。明るく礼儀正しいが、猪突猛進なところもある。
舞の童話のファンでもある。
姫野 美星（ひめの みほし）
声：鈴音華月 / 飯野ユウ
美月の双子の妹。無口だが、行人らをからかうことが多い。男性が苦手。
古宮 舞（ふるみや まい）
声：雪村とあ
喫茶店「紅茶館・童話の森」の店主でもあり童話作家。
作家業で徹夜しがちなため寝坊が多く、朝によく美月にいたずらされている。
橋倉 卓也（はしくら たくや）
声：来栖川勇/片桐勇介
行人の通う学園の同級生で親友。
雑賀 恭平（さいが きょうへい）
声：古河徹人
行人の通う学園の同級生で友人。 やんちゃな卓也とは対照的に冷静なように見えるが、実は腐男子で、同性愛を扱ったフィクションが好き。

## スタッフ
- 原画：
  - 稲垣みいこ（サキ、舞）
  - たぢまよしかづ（和奏、一葉）
  - 雪月竹馬（美月、美星他）
  - 水上凜香（PS Vita版）
  - 月嶋ゆうこ（SD原画、PS Vita版）
- 脚本：西村悠一、坂元星日
- 音楽 - AngelNote 、ARIELWAVE

## 主題歌
- PC版オープニングテーマ「La Conseil」
  - 歌・作詞：tohko、作曲・編曲：椎名俊介
- PS Vita版オープニングテーマ「迷宮ノ輪舞曲」
  - 歌：綾瀬理恵、作曲・作詞・編曲：天道紅緒